# Sam Cooke
Samuel Cooke (n. 22 ianuarie 1931 - d. 11 decembrie 1964) a fost un cântăreț american.